# Sabana Llana Norte
Ne doit pas être confondu avec Sabana Llana Sur.
Sabana Llana Norte est l’un des dix-huit quartiers (en espagnol : barrios) de San Juan, la capitale de Porto Rico. En 2020, il comptait 25 236 habitants.